# 세계테마기행의 에피소드 목록 (2008년)
이 문서에서는 대한민국의 방송사 한국교육방송공사 EBS TV의 여행 프로그램  《세계테마기행》의 2008년 에피소드 목록을 나열한다.

## 에피소드 목록
| 회차   | 방송일    | 주제                                         | 부제                                        | 큐레이터                                   | 비고      |  |
| ------ | --------- | -------------------------------------------- | ------------------------------------------- | ------------------------------------------ | --------- |  |
| 1회    | 2월 25일  | 김영하가 만난 시칠리아                       | 1부 로마에서 시칠리아까지                   | 김영하 (소설가)                            |           |  |
| 2회    | 2월 26일  | 김영하가 만난 시칠리아                       | 2부 지중해의 파라디소                       | 김영하 (소설가)                            |           |  |
| 3회    | 2월 27일  | 김영하가 만난 시칠리아                       | 3부 지중해의 교차로                         | 김영하 (소설가)                            |           |  |
| 4회    | 3월 3일   | 머나먼 신세계, 페루                          | 1부 마추픽추 가는 길                        | 탁재형 PD                                  |           |  |
| 5회    | 3월 4일   | 머나먼 신세계, 페루                          | 2부 티티카카의 세 여신                      | 탁재형 PD                                  |           |  |
| 6회    | 3월 5일   | 머나먼 신세계, 페루                          | 3부 아마존 정글 서바이벌                    | 탁재형 PD                                  |           |  |
| 7회    | 3월 6일   | 머나먼 신세계, 페루                          | 4부 이키토스의 꿈                           | 탁재형 PD                                  |           |  |
| 8회    | 3월 10일  | 유럽의 땅 끝, 포르투갈                       | 1부 포르투갈의 수도, 리스본의 향기          | 신현림 (시인)                              |           |  |
| 9회    | 3월 11일  | 유럽의 땅 끝, 포르투갈                       | 2부 해양 대국의 추억                        | 신현림 (시인)                              |           |  |
| 10회   | 3월 12일  | 유럽의 땅 끝, 포르투갈                       | 3부 파두 가락에 흔들리는 포르투갈 人의 영혼 | 신현림 (시인)                              |           |  |
| 11회   | 3월 13일  | 유럽의 땅 끝, 포르투갈                       | 4부 빵과 와인에 깃든 “슬로우 라이프”        | 신현림 (시인)                              |           |  |
| 12회   | 3월 17일  | 이동진이 만난 튀니지                         | 1부 지중해의 양지                           | 이동진 (영화평론가)                        |           |  |
| 13회   | 3월 18일  | 이동진이 만난 튀니지                         | 2부. 아프리카의 보물창고                    | 이동진 (영화평론가)                        |           |  |
| 14회   | 3월 19일  | 이동진이 만난 튀니지                         | 3부. 스타워즈가 찾은 외계마을               | 이동진 (영화평론가)                        |           |  |
| 15회   | 3월 20일  | 이동진이 만난 튀니지                         | 4부. 사하라 사막의 오아시스                 | 이동진 (영화평론가)                        |           |  |
| 16회   | 3월 24일  | 맛의 대륙, 중국                              | 1부 광둥의 보석, 딤섬(点心)                 | 유지상 (음식전문기자)                      |           |  |
| 17회   | 3월 25일  | 맛의 대륙, 중국                              | 2부 광둥요리의 지존, 해선(海鮮)             | 유지상 (음식전문기자)                      |           |  |
| 18회   | 3월 26일  | 맛의 대륙, 중국                              | 3부 황제의 요리, 베이징 카오야(北京鴨)      | 유지상 (음식전문기자)                      |           |  |
| 19회   | 3월 27일  | 맛의 대륙, 중국                              | 4부 대륙의 건강식, 훠궈(火鍋)               | 유지상 (음식전문기자)                      |           |  |
| 20회   | 3월 31일  | 나일 강의 선물, 이집트                       | 1부 산 자와 죽은 자의 도시, 카이로          | 정규영 (교수)                              |           |  |
| 21회   | 4월 1일   | 나일 강의 선물, 이집트                       | 2부 신들의 축제                             | 정규영 (교수)                              |           |  |
| 22회   | 4월 2일   | 나일 강의 선물, 이집트                       | 3부 룩소르로 향하는 100개의 문              | 정규영 (교수)                              |           |  |
| 23회   | 4월 3일   | 나일 강의 선물, 이집트                       | 4부 미지의 땅                               | 정규영 (교수)                              |           |  |
| 24회   | 4월 7일   | 9,288 km 시베리아 횡단 열차                  | 1부. 대륙의 시작, 블라디보스토크            | 정지찬 (가수, 작곡가)                      |           |  |
| 25회   | 4월 8일   | 9,288 km 시베리아 횡단 열차                  | 2부 샤먼의 바다, 바이칼                     | 정지찬 (가수, 작곡가)                      |           |  |
| 26회   | 4월 9일   | 9,288 km 시베리아 횡단 열차                  | 3부 러시아의 봄                             | 정지찬 (가수, 작곡가)                      |           |  |
| 27회   | 4월 10일  | 9,288 km 시베리아 횡단 열차                  | 4부 꺼지지 않은 예술의 불꽃                 | 정지찬 (가수, 작곡가)                      |           |  |
| 28회   | 4월 14일  | 대자연의 축복, 뉴질랜드                      | 1부 얼음산 빙하탐험, 마운트 쿡(Mount Cook)  | 김석우 (영화감독), 김태훈 (여행칼럼리스트) |           |  |
| 29회   | 4월 15일  | 대자연의 축복, 뉴질랜드                      | 2부 익스트림의 성지, 퀸스타운(Queenstown)   | 김석우 (영화감독), 김태훈 (여행칼럼리스트) |           |  |
| 30회   | 4월 16일  | 대자연의 축복, 뉴질랜드                      | 3부 북섬의 숨은 보석, 노스랜드(Northland)   | 김석우 (영화감독), 김태훈 (여행칼럼리스트) |           |  |
| 31회   | 4월 17일  | 대자연의 축복, 뉴질랜드                      | 4부 삶의 또 다른 이름, 여행                 | 김석우 (영화감독), 김태훈 (여행칼럼리스트) |           |  |
| 32회   | 4월 21일  | 성석제의 칠레 종단                           | 1부 지구 끝에 부는 바람                     | 성석제 (소설가)                            |           |  |
| 33회   | 4월 22일  | 성석제의 칠레 종단                           | 2부 아타카마의 비밀                         | 성석제 (소설가)                            |           |  |
| 34회   | 4월 23일  | 성석제의 칠레 종단                           | 3부 사랑과 절망, 칠레를 노래하다            | 성석제 (소설가)                            |           |  |
| 35회   | 4월 24일  | 성석제의 칠레 종단                           | 4부 마지막 마푸체를 찾아서                  | 성석제 (소설가)                            |           |  |
| 36회   | 4월 28일  | 김태용감독의 베트남 종단 1,800 km            | 1부 메콩델타, 물 위의 사람들                | 김태용 (영화감독)                          |           |  |
| 37회   | 4월 29일  | 김태용감독의 베트남 종단 1,800 km            | 2부 사파 가는 길                            | 김태용 (영화감독)                          |           |  |
| 38회   | 4월 30일  | 김태용감독의 베트남 종단 1,800 km            | 3부 호이안, 500년 코스모폴리스              | 김태용 (영화감독)                          |           |  |
| 39회   | 5월 1일   | 김태용감독의 베트남 종단 1,800 km            | 4부 베트남의 초상, 냐짱                     | 김태용 (영화감독)                          |           |  |
| 40회   | 5월 5일   | 최종원의 아프리카 기행, 말리                 | 1부. 모래로 뒤덮인 옛 황금도시              | 최종원 (연기자)                            |           |  |
| 41회   | 5월 6일   | 최종원의 아프리카 기행, 말리                 | 2부. 절벽에 꽃핀 두 개의 문명               | 최종원 (연기자)                            |           |  |
| 42회   | 5월 7일   | 최종원의 아프리카 기행, 말리                 | 3부. 니제르 강의 축복, 몹티                 | 최종원 (연기자)                            |           |  |
| 43회   | 5월 8일   | 최종원의 아프리카 기행, 말리                 | 4부. 진흙으로 빚은 문명, 젠네               | 최종원 (연기자)                            |           |  |
| 44회   | 5월 12일  | 여행 생활자 유성용이 만난 멕시코             | 1부 구리 계곡으로 가는 길                   | 유성용 (여행 생활자)                       |           |  |
| 45회   | 5월 13일  | 여행 생활자 유성용이 만난 멕시코             | 2부 호텔 캘리포니아와 테킬라 할리스코       | 유성용 (여행 생활자)                       |           |  |
| 46회   | 5월 14일  | 여행 생활자 유성용이 만난 멕시코             | 3부 과나후아또 ‘낭만을 노래하다’            | 유성용 (여행 생활자)                       |           |  |
| 47회   | 5월 15일  | 여행 생활자 유성용이 만난 멕시코             | 4부 산크리스토발, 마야의 후예를 찾아서      | 유성용 (여행 생활자)                       |           |  |
| 48회   | 5월 19일  | 보헤미안 이상은의 스페인 기행                | 1부. 스페인의 자존심, 투우                  | 이상은 (가수)                              |           |  |
| 49회   | 5월 20일  | 보헤미안 이상은의 스페인 기행                | 2부. 집시의 영혼, 플라멩코                  | 이상은 (가수)                              |           |  |
| 50회   | 5월 21일  | 보헤미안 이상은의 스페인 기행                | 3부. 태양의 땅, 열정의 사람들               | 이상은 (가수)                              |           |  |
| 51회   | 5월 22일  | 보헤미안 이상은의 스페인 기행                | 4부. 중세 골목에서 만난 느림의 여유         | 이상은 (가수)                              |           |  |
| 52회   | 5월 26일  | 중동의 붉은 꽃, 요르단                       | 1부. 신의 사막, 와디 럼                     | 유별남 (사진작가)                          |           |  |
| 53회   | 5월 27일  | 중동의 붉은 꽃, 요르단                       | 2부. 사막의 오아시스                        | 유별남 (사진작가)                          |           |  |
| 54회   | 5월 28일  | 중동의 붉은 꽃, 요르단                       | 3부. 찬란한 고대도시, 페트라                | 유별남 (사진작가)                          |           |  |
| 55회   | 5월 29일  | 중동의 붉은 꽃, 요르단                       | 4부 - 아랍 속 유럽                          | 유별남 (사진작가)                          |           |  |
| 56회   | 6월 2일   | 탁재형PD가 만난 브라질                       | 1부. 리우는 잠들지 않는다                   | 탁재형 (PD)                                |           |  |
| 57회   | 6월 3일   | 탁재형PD가 만난 브라질                       | 2부. 3國3色, 이구아수                       | 탁재형 (PD)                                |           |  |
| 58회   | 6월 5일   | 탁재형PD가 만난 브라질                       | 3부. 세계 최대의 습지, 판타날               | 탁재형 (PD)                                |           |  |
| 59회   | 6월 8일   | 탁재형PD가 만난 브라질                       | 4부. 코룸바, 희망의 이름                    | 탁재형 (PD)                                |           |  |
| 60회   | 6월 9일   | 심산, 무지개 나라 남아공을 가다              | 1부 흑과백, 공존의 도시 케이프타운          | 심산 (작가)                                |           |  |
| 61회   | 6월 10일  | 심산, 무지개 나라 남아공을 가다              | 2부 남아공의 전설, 줄루족을 찾아서          | 심산 (작가)                                |           |  |
| 62회   | 6월 11일  | 심산, 무지개 나라 남아공을 가다              | 3부 야생의 아프리카                         | 심산 (작가)                                |           |  |
| 63회   | 6월 12일  | 심산, 무지개 나라 남아공을 가다              | 4부 무지개 너머 자유를 노래하라             | 심산 (작가)                                |           |  |
| 64회   | 6월 16일  | 하늘로 열린 땅, 파키스탄                     | 1부. 바람 계곡의 비밀, 훈자                 | 진우석 (산악전문기자)                      |           |  |
| 65회   | 6월 17일  | 하늘로 열린 땅, 파키스탄                     | 2부. 마지막 이교도, 칼라쉬족                | 진우석 (산악전문기자)                      |           |  |
| 66회   | 6월 18일  | 하늘로 열린 땅, 파키스탄                     | 3부. KKH, 길 위의 사람들                    | 진우석 (산악전문기자)                      |           |  |
| 67회   | 6월 19일  | 하늘로 열린 땅, 파키스탄                     | 4부. 무굴 제국의 향기, 라호르               | 진우석 (산악전문기자)                      |           |  |
| 68회   | 6월 23일  | 소설가 천명관의 프랑스기행                   | 1부. 브르타뉴, 특별한 바다이야기            | 천명관 (소설가)                            |           |  |
| 69회   | 6월 24일  | 소설가 천명관의 프랑스기행                   | 2부. 켈트문화의 꽃                          | 천명관 (소설가)                            |           |  |
| 70회   | 6월 25일  | 소설가 천명관의 프랑스기행                   | 3부. 프로방스, 영혼의 울림                  | 천명관 (소설가)                            |           |  |
| 71회   | 6월 26일  | 소설가 천명관의 프랑스기행                   | 4부. 풍요의 땅, 프로방스                    | 천명관 (소설가)                            |           |  |
| 72회   | 6월 30일  | 이탈리아의 유산                              | 1부 칸타레, 노래는 나의 인생                | 이규성 (성악가, 교수)                      |           |  |
| 73회   | 7월 1일   | 이탈리아의 유산                              | 2부 밀라노와 피렌체, 냉정과 열정 사이       | 이규성 (성악가, 교수)                      |           |  |
| 74회   | 7월 2일   | 이탈리아의 유산                              | 3부 인생은 아름다워                         | 이규성 (성악가, 교수)                      |           |  |
| 75회   | 7월 3일   | 이탈리아의 유산                              | 4부 축제, 즐거움의 전염                     | 이규성 (성악가, 교수)                      |           |  |
| 76회   | 7월 7일   | 박영훈감독의 인도네시아 기행                 | 1부 불과 인간의 땅, 화산을 찾아서           | 박영훈 (영화감독)                          |           |  |
| 77회   | 7월 8일   | 박영훈감독의 인도네시아 기행                 | 2부 자바의 세 가지 보물                     | 박영훈 (영화감독)                          |           |  |
| 78회   | 7월 9일   | 박영훈감독의 인도네시아 기행                 | 3부 신에게 바치는 선물, 발리                | 박영훈 (영화감독)                          |           |  |
| 79회   | 7월 10일  | 박영훈감독의 인도네시아 기행                 | 4부 망자의 땅, 따나 또라자                  | 박영훈 (영화감독)                          |           |  |
| 80회   | 7월 14일  | 신비의 땅, 마다가스카르                      | 1부 배조족, 바다의 삶                       | 박강수 (가수)                              |           |  |
| 81회   | 7월 15일  | 신비의 땅, 마다가스카르                      | 2부 천년의 생, 바오밥                       | 박강수 (가수)                              |           |  |
| 82회   | 7월 16일  | 신비의 땅, 마다가스카르                      | 3부 숨겨진 보석                             | 박강수 (가수)                              |           |  |
| 83회   | 7월 17일  | 신비의 땅, 마다가스카르                      | 4부 안타나리보, 꿈꾸는 사람들               | 박강수 (가수)                              |           |  |
| 84회   | 7월 21일  | 오광록의 노르웨이 기행                       | 1부 빙하가 준 선물, 피오르                  | 오광록 (연기자)                            |           |  |
| 85회   | 7월 22일  | 오광록의 노르웨이 기행                       | 2부 자연에서 평화를 배운다, 스타방에르      | 오광록 (연기자)                            |           |  |
| 86회   | 7월 23일  | 오광록의 노르웨이 기행                       | 3부 자연에서 피어난 예술                    | 오광록 (연기자)                            |           |  |
| 87회   | 7월 24일  | 오광록의 노르웨이 기행                       | 4부 백야(白夜)의 나라, 우리는 북극으로 간다 | 오광록 (연기자)                            |           |  |
| 88회   | 7월 28일  | 자전거 여행가 이창수의 ‘미지의 섬을 찾아서’  | 1부 신비한 산호초 바다, 아포 섬             | 이창수 (자전거 여행가)                     |           |  |
| 89회   | 7월 29일  | 자전거 여행가 이창수의 ‘미지의 섬을 찾아서’  | 2부 원시 자연 탐험, 시키호르 섬             | 이창수 (자전거 여행가)                     |           |  |
| 90회   | 7월 30일  | 자전거 여행가 이창수의 ‘미지의 섬을 찾아서’  | 3부 돌고래 천국, 파밀라칸 섬                | 이창수 (자전거 여행가)                     |           |  |
| 91회   | 7월 31일  | 자전거 여행가 이창수의 ‘미지의 섬을 찾아서’  | 4부 베트남 최고의 낙원, 냐짱                | 이창수 (자전거 여행가)                     |           |  |
| 92회   | 8월 4일   | 이동진이 찾은 남태평양, 피지!                | 1부 할리우드가 선택한 미지의 섬             | 이동진 (영화평론가)                        |           |  |
| 93회   | 8월 5일   | 이동진이 찾은 남태평양, 피지!                | 2부 피지언, 그들이 사는 법                  | 이동진 (영화평론가)                        |           |  |
| 94회   | 8월 6일   | 이동진이 찾은 남태평양, 피지!                | 3부 사탕수수 농장의 노래                    | 이동진 (영화평론가)                        |           |  |
| 95회   | 8월 7일   | 이동진이 찾은 남태평양, 피지!                | 4부 시원(始原)의 선물                       | 이동진 (영화평론가)                        |           |  |
| 96회   | 8월 11일  | 만화가 이우일, 캄보디아에 가다               | 1부 살아있는 신들의 도시, 앙코르            | 이우일 (만화가)                            |           |  |
| 97회   | 8월 12일  | 만화가 이우일, 캄보디아에 가다               | 2부 몬둘키리, 원시 오지의 삶                | 이우일 (만화가)                            |           |  |
| 98회   | 8월 13일  | 만화가 이우일, 캄보디아에 가다               | 3부 상처와 희망, 킬링필드                   | 이우일 (만화가)                            |           |  |
| 99회   | 8월 14일  | 만화가 이우일, 캄보디아에 가다               | 4부 크메르의 젖줄, 톤레사프                 | 이우일 (만화가)                            |           |  |
| 100회  | 8월 18일  | 여행생활자 유성용이 만난 이란                | 1부 조로아스터의 후예들                     | 유성용 (여행생활자)                        |           |  |
| 101회  | 8월 19일  | 여행생활자 유성용이 만난 이란                | 2부 페르세폴리스로 가는 길                  | 유성용 (여행생활자)                        |           |  |
| 102회  | 8월 20일  | 여행생활자 유성용이 만난 이란                | 3부 바람이 우리를 데려다 주리라             | 유성용 (여행생활자)                        |           |  |
| 103회  | 8월 21일  | 여행생활자 유성용이 만난 이란                | 4부 페르시안, 길 위의 영혼                  | 유성용 (여행생활자)                        |           |  |
| 104회  | 8월 25일  | 영혼의 땅, 인도                              | 1부 마하라나 왕조의 낭만, 우다이푸르        | 조수진 (인도 여행가)                       |           |  |
| 105회  | 8월 26일  | 영혼의 땅, 인도                              | 2부 마지막 샹그릴라를 찾아서                | 조수진 (인도 여행가)                       |           |  |
| 106회  | 8월 27일  | 영혼의 땅, 인도                              | 3부 순수의 땅, 라다크 사람들                | 조수진 (인도 여행가)                       |           |  |
| 107회  | 8월 28일  | 영혼의 땅, 인도                              | 4부 삶과 죽음의 용광로, 바라나시            | 조수진 (인도 여행가)                       |           |  |
| 108회  | 9월 1일   | 공존의 땅, 스리랑카                          | 1부 삶의 장인들을 찾아서                    | 황주리 (서양화가)                          |           |  |
| 109회  | 9월 2일   | 공존의 땅, 스리랑카                          | 2부 코끼리와의 동고동락 타나말윌라          | 황주리 (서양화가)                          |           |  |
| 110회  | 9월 3일   | 공존의 땅, 스리랑카                          | 3부 성스러운 사리와 실론티의 고향           | 황주리 (서양화가)                          |           |  |
| 111회  | 9월 4일   | 공존의 땅, 스리랑카                          | 4부 2천 년 신비와의 조우                    | 황주리 (서양화가)                          |           |  |
| 112회  | 9월 8일   | 박민우의 비바! 콜롬비아                      | 1부 커피의 낭만에 취하다, 살렌토            | 박민우 (작가)                              |           |  |
| 113회  | 9월 9일   | 박민우의 비바! 콜롬비아                      | 2부 사라진 도시 시우다드 페르디다           | 박민우 (작가)                              |           |  |
| 114회  | 9월 10일  | 박민우의 비바! 콜롬비아                      | 3부 전설의 황금도시 엘도라도를 찾아서       | 박민우 (작가)                              |           |  |
| 115회  | 9월 11일  | 박민우의 비바! 콜롬비아                      | 4부 내 영혼의 따뜻한 오후, 타강가           | 박민우 (작가)                              |           |  |
| 116회  | 9월 15일  | 김연수, 초원의 나라 몽골에 가다              | 1부 내 안의 사막, 고비                      | 김연수 (소설가)                            |           |  |
| 117회  | 9월 16일  | 김연수, 초원의 나라 몽골에 가다              | 2부 어머니의 바다, 홉스굴                   | 김연수 (소설가)                            |           |  |
| 118회  | 9월 17일  | 김연수, 초원의 나라 몽골에 가다              | 3부 초원과 바람의 후예들                    | 김연수 (소설가)                            |           |  |
| 119회  | 9월 18일  | 김연수, 초원의 나라 몽골에 가다              | 4부 바람과 영혼의 노래                      | 김연수 (소설가)                            |           |  |
| 120회  | 9월 29일  | 이희수 교수의 내가 사랑한 터키               | 1부 공존의 도시, 이스탄불                   | 이희수 ( 한양대 문화인류학과 교수)         |           |  |
| 121회  | 9월 30일  | 이희수 교수의 내가 사랑한 터키               | 2부 따뜻한 바다, 흑해                       | 이희수 ( 한양대 문화인류학과 교수)         |           |  |
| 122회  | 10월 1일  | 이희수 교수의 내가 사랑한 터키               | 3부 신의 손길, 인간의 숨결 카파도키아       | 이희수 ( 한양대 문화인류학과 교수)         |           |  |
| 123회  | 10월 2일  | 이희수 교수의 내가 사랑한 터키               | 4부 믿음의 고향을 찾아서                    | 이희수 ( 한양대 문화인류학과 교수)         |           |  |
| 124회  | 10월 6일  | 심산, 캐나다 서부를 가다                     | 1부 캐나다의 영혼, 로키                     | 심산 (작가)                                |           |  |
| 125회  | 10월 7일  | 심산, 캐나다 서부를 가다                     | 2부 빙하에서 서부까지                       | 심산 (작가)                                |           |  |
| 126회  | 10월 8일  | 심산, 캐나다 서부를 가다                     | 3부 자연을 닮은 사람들, 토피노              | 심산 (작가)                                |           |  |
| 127회  | 10월 9일  | 심산, 캐나다 서부를 가다                     | 4부 캐나디안, 그들이 사는 법                | 심산 (작가)                                |           |  |
| 128회  | 10월 13일 | 아프리카의 재발견, 에티오피아                | 1부 나일 강의 시원, 타나 호수               | 신미식 (사진작가)                          |           |  |
| 129회  | 10월 14일 | 아프리카의 재발견, 에티오피아                | 2부 아프리카의 지붕, 시미엔                 | 신미식 (사진작가)                          |           |  |
| 130회  | 10월 15일 | 아프리카의 재발견, 에티오피아                | 3부 뜨거운 땅, 다나킬                       | 신미식 (사진작가)                          |           |  |
| 131회  | 10월 16일 | 아프리카의 재발견, 에티오피아                | 4부 검은 대륙의 기독교 성지                 | 신미식 (사진작가)                          |           |  |
| 132회  | 10월 20일 | 샬롬! 이스라엘                               | 1부 역사가 흐르는 사막, 네게브              | 김종철 (방송작가)                          |           |  |
| 133회  | 10월 21일 | 샬롬! 이스라엘                               | 2부 이스라엘의 생명수, 갈릴리               | 김종철 (방송작가)                          |           |  |
| 134회  | 10월 22일 | 샬롬! 이스라엘                               | 3부 사막의 계곡에서 홍해까지                | 김종철 (방송작가)                          |           |  |
| 135회  | 10월 23일 | 샬롬! 이스라엘                               | 4부 3천년의 고도(古都), 예루살렘            | 김종철 (방송작가)                          |           |  |
| 136회  | 10월 27일 | 구름의 땅, 중국 윈난                         | 1부 잃어버린 세계, 또 하나의 샹그릴라       | 전용성 (아트디렉터)                        |           |  |
| 137회  | 10월 28일 | 구름의 땅, 중국 윈난                         | 2부 전설과 낭만이 있는 곳, 따리-리장        | 전용성 (아트디렉터)                        |           |  |
| 138회  | 10월 29일 | 구름의 땅, 중국 윈난                         | 3부 시간이 멈춰진 곳, 젠수웨이-위엔양       | 전용성 (아트디렉터)                        |           |  |
| 139회  | 10월 30일 | 구름의 땅, 중국 윈난                         | 4부 차보다 진한 사람들의 향기, 푸얼-쿤밍    | 전용성 (아트디렉터)                        |           |  |
| 140회  | 11월 3일  | 황금빛 땅, 벵골만을 가다                     | 1부 모래섬 이야기, 찔마리                   | 손병휘 (가수)                              |           |  |
| 141회  | 11월 4일  | 황금빛 땅, 벵골만을 가다                     | 2부 은둔자의 숲, 반다르 반에서 만난 사람들  | 손병휘 (가수)                              |           |  |
| 142회  | 11월 5일  | 황금빛 땅, 벵골만을 가다                     | 3부 어머니의 바다, 콕스바자르               | 손병휘 (가수)                              |           |  |
| 143회  | 11월 6일  | 황금빛 땅, 벵골만을 가다                     | 4부 초록빛 희망을 꿈꾼다, 순다르반          | 손병휘 (가수)                              |           |  |
| 144회  | 11월 10일 | 북아프리카의 진주, 모로코                    | 1부 천년의 빛깔, 페스                       | 김원철 (건축가)                            |           |  |
| 145회  | 11월 11일 | 북아프리카의 진주, 모로코                    | 2부 사하라로 가는 길                        | 김원철 (건축가)                            |           |  |
| 146회  | 11월 12일 | 북아프리카의 진주, 모로코                    | 3부 아틀라스의 축복, 투브칼                 | 김원철 (건축가)                            |           |  |
| 147회  | 11월 13일 | 북아프리카의 진주, 모로코                    | 4부 대서양의 길, 에사위라                   | 김원철 (건축가)                            |           |  |
| 148회  | 11월 17일 | 히말라야의 나라 네팔                         | 1부 천상의 계곡, 랑탕                       | 최항영 (사진가)                            |           |  |
| 149회  | 11월 18일 | 히말라야의 나라 네팔                         | 2부 구름 위 성지, 고사인쿤드 가는 길        | 최항영 (사진가)                            |           |  |
| 150회  | 11월 19일 | 히말라야의 나라 네팔                         | 3부 네팔의 이방인들                         | 최항영 (사진가)                            |           |  |
| 151회  | 11월 20일 | 히말라야의 나라 네팔                         | 4부 삶과 죽음의 공존, 카트만두              | 최항영 (사진가)                            |           |  |
| 152회  | 11월 24일 | 미지의 나라 나미비아를 가다                  | 1편 모래와 바람의 집, 나미브 사막           | 하림 (가수,작곡가)                         |           |  |
| 153회  | 11월 25일 | 미지의 나라 나미비아를 가다                  | 2편 원시의 삶, 부시맨과 에토샤              | 하림 (가수,작곡가)                         |           |  |
| 154회  | 11월 26일 | 미지의 나라 나미비아를 가다                  | 3편 붉은 정열의 사람들, 오바힘바            | 하림 (가수,작곡가)                         |           |  |
| 155회  | 11월 27일 | 미지의 나라 나미비아를 가다                  | 4편 그래도 삶은 계속된다. 빈트후크          | 하림 (가수,작곡가)                         |           |  |
| 156회  | 12월 1일  | 마야의 심장, 과테말라                        | 1부 정글 속 마야문명을 찾아서               | 송영복 (경희대학교 스페인어학과 교수)      |           |  |
| 157회  | 12월 2일  | 마야의 심장, 과테말라                        | 2부 죽은 자를 위한 축제                     | 송영복 (경희대학교 스페인어학과 교수)      |           |  |
| 158회  | 12월 3일  | 마야의 심장, 과테말라                        | 3부 불의 땅                                 | 송영복 (경희대학교 스페인어학과 교수)      |           |  |
| 159회  | 12월 4일  | 마야의 심장, 과테말라                        | 4부 작은 아프리카, 리빙스턴                 | 송영복 (경희대학교 스페인어학과 교수)      |           |  |
| 160회  | 12월 8일  | 여행생활자 유성용 시킴·부탄을 가다           | 1부 시킴으로 가는 길, 홍차의 고향 다즐링    | 유성용 (여행생활자)                        |           |  |
| 161회  | 12월 9일  | 여행생활자 유성용 시킴·부탄을 가다           | 2부 히말라야의 진주, 시킴                   | 유성용 (여행생활자)                        |           |  |
| 162회  | 12월 10일 | 여행생활자 유성용 시킴·부탄을 가다           | 3부 히말리야의 마지막 왕국, 부탄            | 유성용 (여행생활자)                        |           |  |
| 163회  | 12월 11일 | 여행생활자 유성용 시킴·부탄을 가다           | 4부 바람과 영혼의 축제, 붐탕                | 유성용 (여행생활자)                        |           |  |
| 164회  | 12월 15일 | 매혹의 땅, 쿠바                              | 1부 희망을 꿈꾸는 도시, 아바나              | 송봉주 (가수)                              |           |  |
| 165회  | 12월 16일 | 매혹의 땅, 쿠바                              | 2부 시가의 향기를 따라서, 피나르 델 리오    | 송봉주 (가수)                              |           |  |
| 166회  | 12월 17일 | 매혹의 땅, 쿠바                              | 3부 카리브해의 낭만, 바라데로               | 송봉주 (가수)                              |           |  |
| 167회  | 12월 18일 | 매혹의 땅, 쿠바                              | 4부 부에나 비스타의 고향, 아바나            | 송봉주 (가수)                              |           |  |
| 168회  | 12월 22일 | 대륙의 오아시스, 우즈베키스탄                | 1부 중앙아시아의 심장, 타슈켄트             | 박 루슬란 (영화감독)                       |           |  |
| 169회  | 12월 23일 | 대륙의 오아시스, 우즈베키스탄                | 2부 역사박물관 부하라                       | 박 루슬란 (영화감독)                       |           |  |
| 170회  | 12월 24일 | 대륙의 오아시스, 우즈베키스탄                | 3부 호바로 가는 길                          | 박 루슬란 (영화감독)                       |           |  |
| 171회  | 12월 25일 | 대륙의 오아시스, 우즈베키스탄                | 4부 고려인 마을, 뽈리따젤                   | 박 루슬란 (영화감독)                       |           |  |
| (재방) | 12월 29일 | 보헤미안 이상은의 스페인 기행(재방)(1부~3부) | 1부 스페인의 자존심, 투우                   | 이상은 (가수)                              | 48~50회차 |  |
| (재방) | 12월 30일 | 보헤미안 이상은의 스페인 기행(재방)(1부~3부) | 2부 집시의 영혼, 플라멩코                   | 이상은 (가수)                              | 48~50회차 |  |
| (재방) | 12월 31일 | 보헤미안 이상은의 스페인 기행(재방)(1부~3부) | 3부 태양의 땅, 열정의 사람들                | 이상은 (가수)                              | 48~50회차 |  |